# San Bernardino Santa Fe Depot (Metrolink)
La  Estación San Bernardino Santa Fe Depot (en inglés: San Bernardino Santa Fe Depot station, es una estación de tren regional de la línea San Bernardino y la línea Inland Empire-Orange County de Metrolink en San Bernardino, California, área regional de Los Ángeles en Estados Unidos.

## Descripción
La estación original fue construida en 1886 por la compañía ferrocarril Atchison, Topeka y Santa Fe para sus rutas comerciales. La estación de madera fue destruida en un quemazón el 17 de noviembre de 1916. La nueva estación fue construida inmediatamente por Atchison, Topeka y Santa Fe y se inauguró el 15 de julio de 1918 en estilos arquitectónicos mixtos misión, neoarabe, y neocolonial española. Pacific Electric, la tramvilla "red cars" tenía uso de la estación hasta 1942.
Durante el siglo XX fue una estación de gran uso para San Bernardino. Con la facilidad de uso de vehículos, autobuses y aerolíneas, la estación declinó en servicios. Desde 1992, la estación fue adquirida por la Autoridad de Transportación del Condado de San Bernardino. Metrolink comenzó a prestar servicio el 17 de mayo de 1993. Construyeron un aparcamiento disuasorio con 777 espacios. En 2002, con fondos federales y locales, se renovó la estación con especificaciones modernas. La Autoridad de transportación de San Bernardino y Metrolink tienen oficinas locales en la estación. El 2 de febrero de 2001 se unió al registro como lugar histórico patrimonial de Estados Unidos.

## Servicios
La estación San Bernardino-Depot recibe el servicio de 34 trenes de la línea San Bernardino de Metrolink (17 en cada dirección) entre semana, con trenes que llegan cada 60 minutos durante la mayor parte del día al oeste para Los Ángeles. El servicio de fin de semana consta de 16 trenes (8 en cada dirección) tanto los sábados como los domingos.
Adicionalmente, recibe 8 trenes de la línea Inland Empire-Orange County (4 en cada dirección) entre semana. El fin de semana recibe 4 trenes (2 en cada dirección) sábado y domingo hacia Orange County.
Amtrak tiene servicio Southwest Chief, de Los Ángeles hacia Chicago, Illinois en cada dirección cada día.

## Conexiones
- Amtrak - Southwest Chief, Amtrak Thruway - ruta: 19
- Greyhound Lines
- Mountain Transit - rutas: 5, 6
- Victor Valley Transit Authority - ruta: 15
- Omnitrans - ruta: 1

## Lugares de interés
- San Bernardino Valley College